# سليدريخت
سليدريخت Sliedrecht  هي مدينة وبلدية غرب هولندا، في مقاطعة جنوب هولندا.

## طوبوغرافيا
خريطة طوبوغرافية هولندية لبلدية سليدريخت، يونيو 2015، (تقرأ بعد ثلاث نقرات على الخريطة).

## أعلام
- روبرت سميتس
- جون دي كوك
- وينا بورن